# سیلامائه
سیلامائه (به استونیایی: Sillamäe) یکی از شهرهای کشور استونی است.
این شهر در سال ۲۰۱۱ میلادی ۱۴٬۲۵۲ نفر جمعیت داشته است.

## نگارخانه

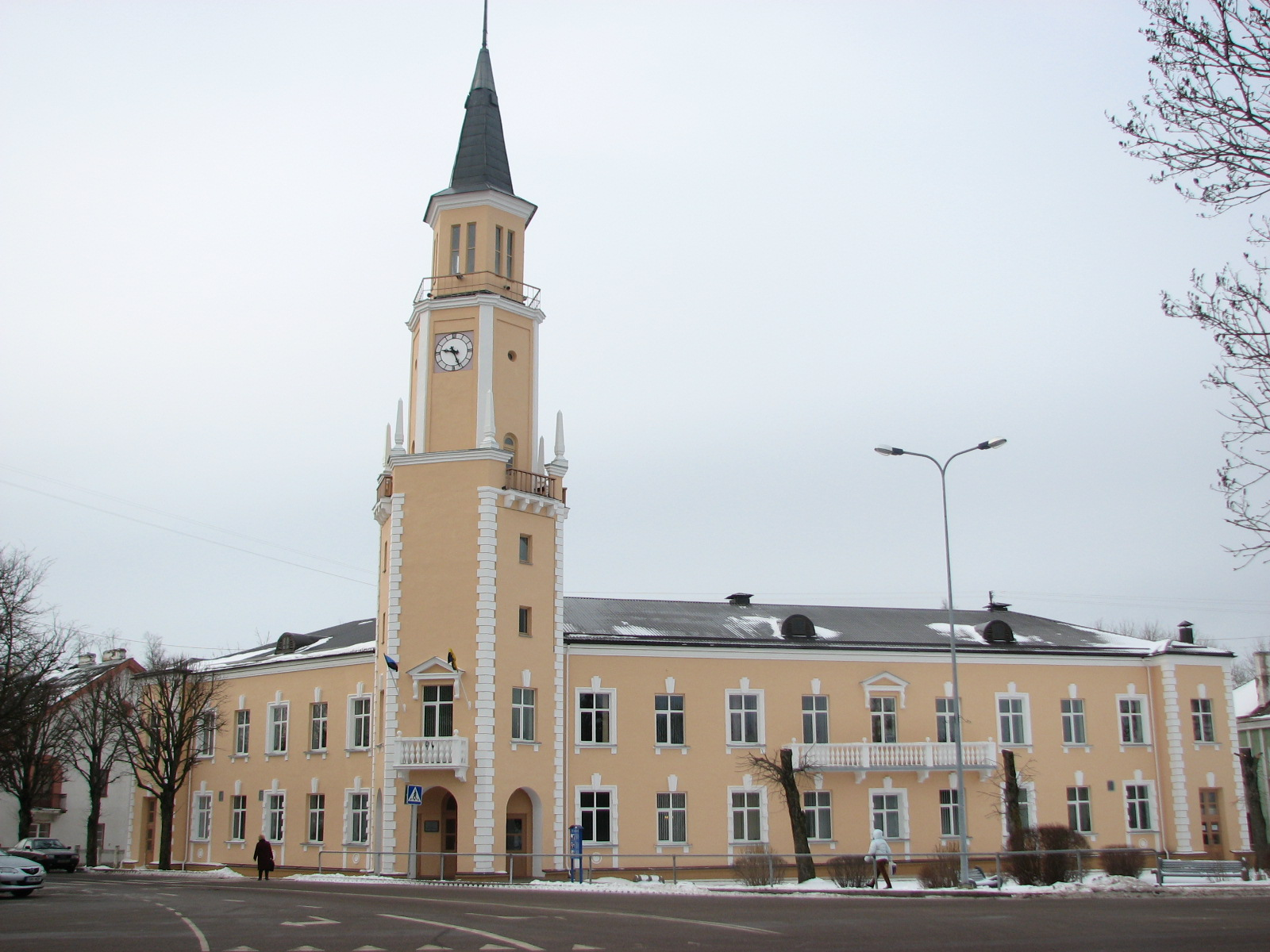
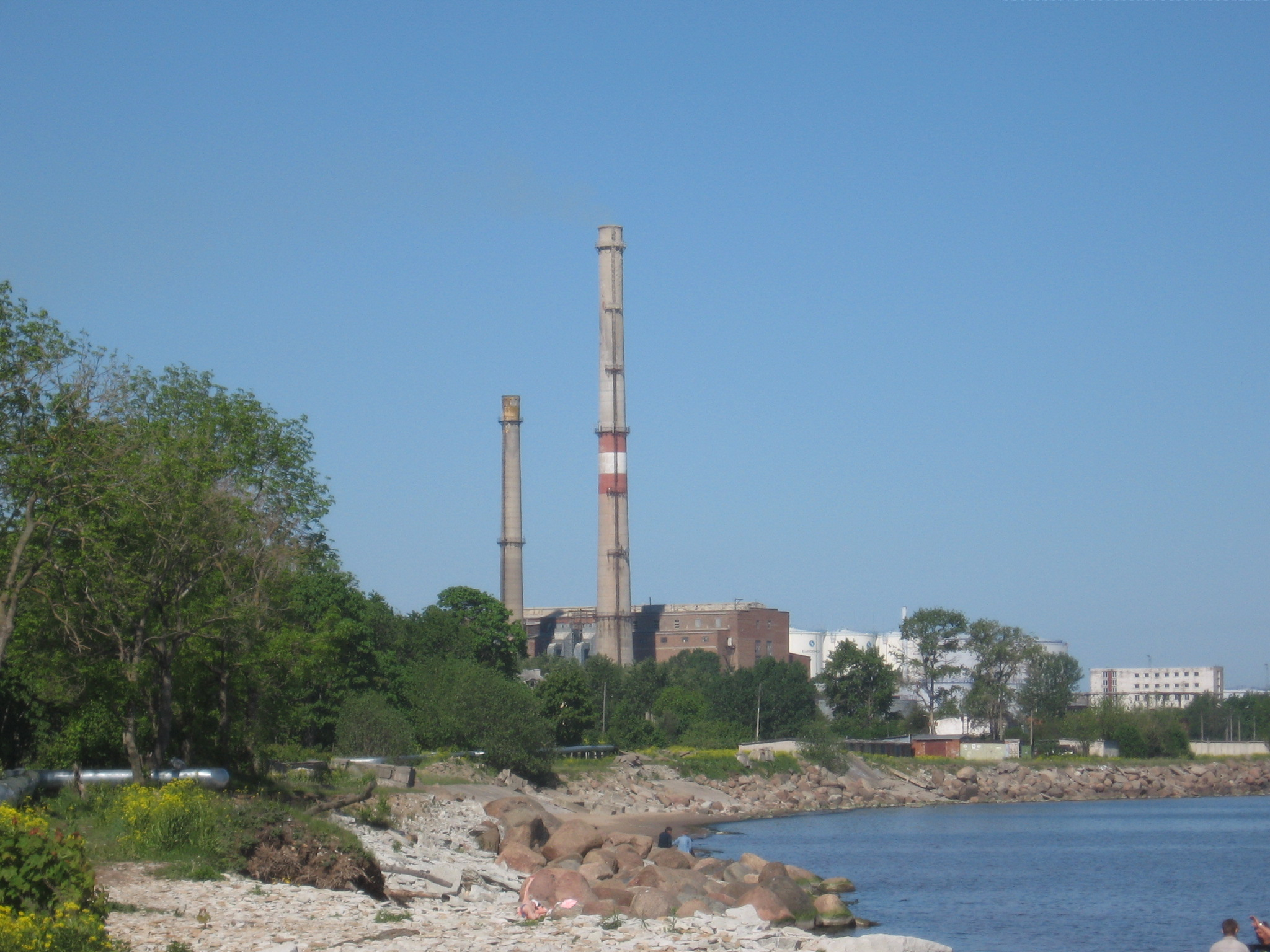
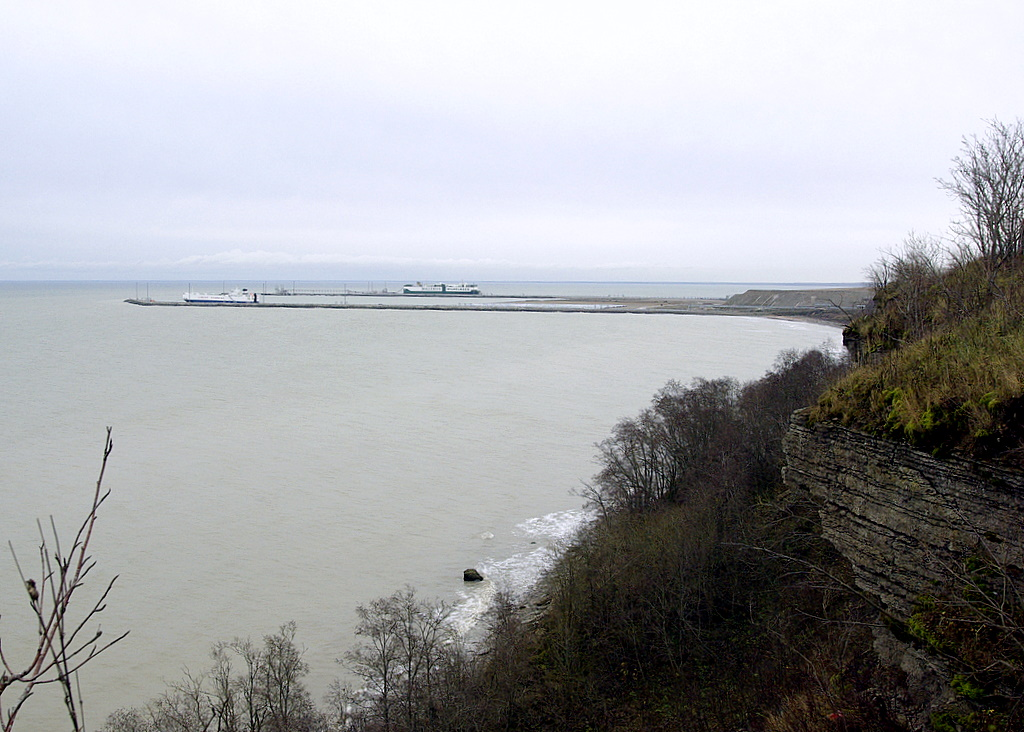
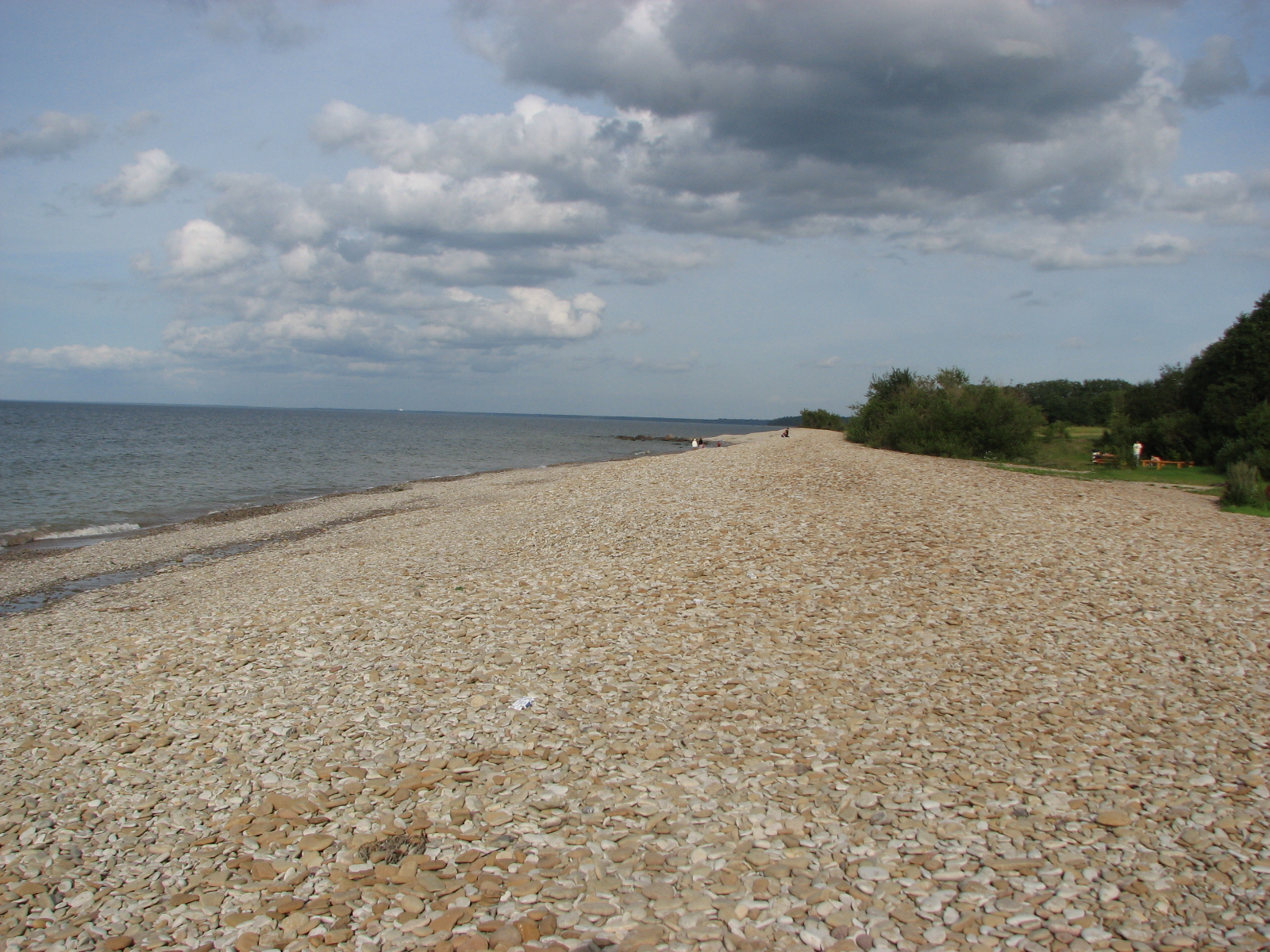
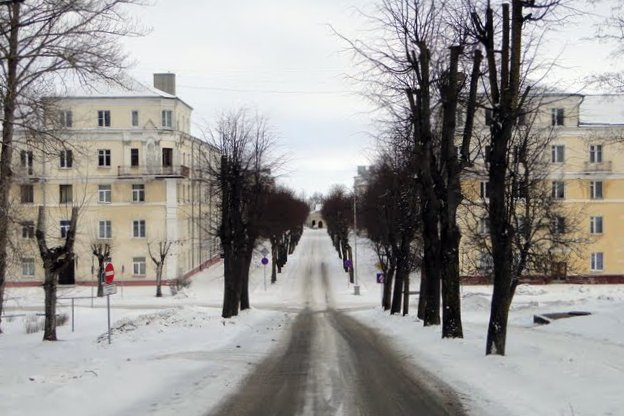

## مردم‌شناسی
| جمعیت: ۱۹۴۰: ۲٬۶۴۲ ۱۹۶۵: ۹٬۸۳۸ ۱۹۹۴: ۲۰٬۱۰۴ ۲۰۰۴: ۱۶٬۸۰۶ |  | قومیت (۲۰۰۰): مردم روس: ۸۵٫۸٪ مردم استونی: ۴٫۲٪ اوکراینیان: ۳٫۰٪ بلاروسی‌ها: ۲٫۸٪ مردم فنلاند: ۱٫۰٪ دیگر: ۳٫۲٪ |  |